# SN 2011ec
SN 2011ec – supernowa typu Ia odkryta 14 maja 2011 roku w galaktyce E147-G05. W momencie odkrycia miała maksymalną jasność 17,00m.